# Aleja Niepodległości w Katowicach
Aleja Niepodległości w Katowicach − jedna z ulic w katowickiej dzielnicy Dąbrówka Mała. Aleja rozpoczyna swój bieg przy skrzyżowaniu z ulicą Strzelców Bytomskich i ulicą generała Józefa Hallera. Następnie krzyżuje się z ulicą Stacyjną, kończy bieg przy ulicy generała Henryka Le Ronda i ulicy Józefa Grzegorzka, obok przejazdu kolejowo-drogowego.

## Opis

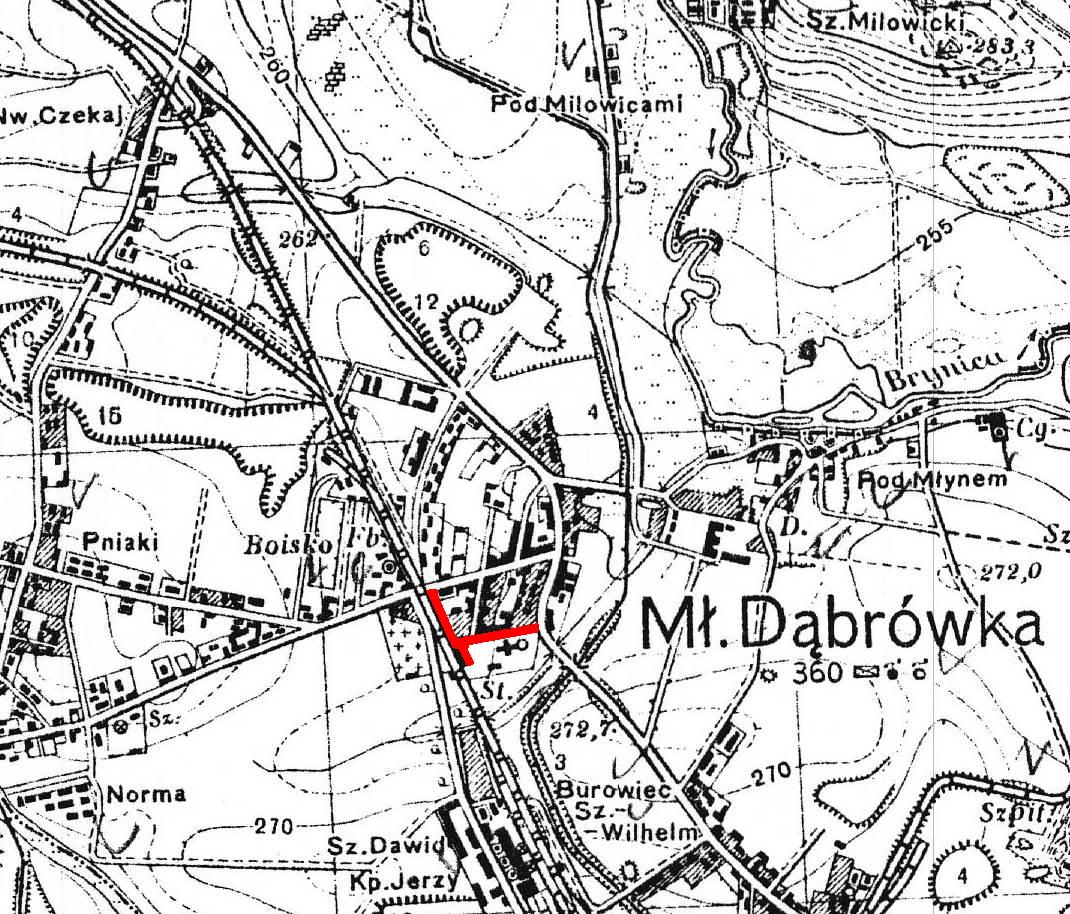
Aleja Niepodległości, zaznaczona czerwoną linią, na mapie z 1933

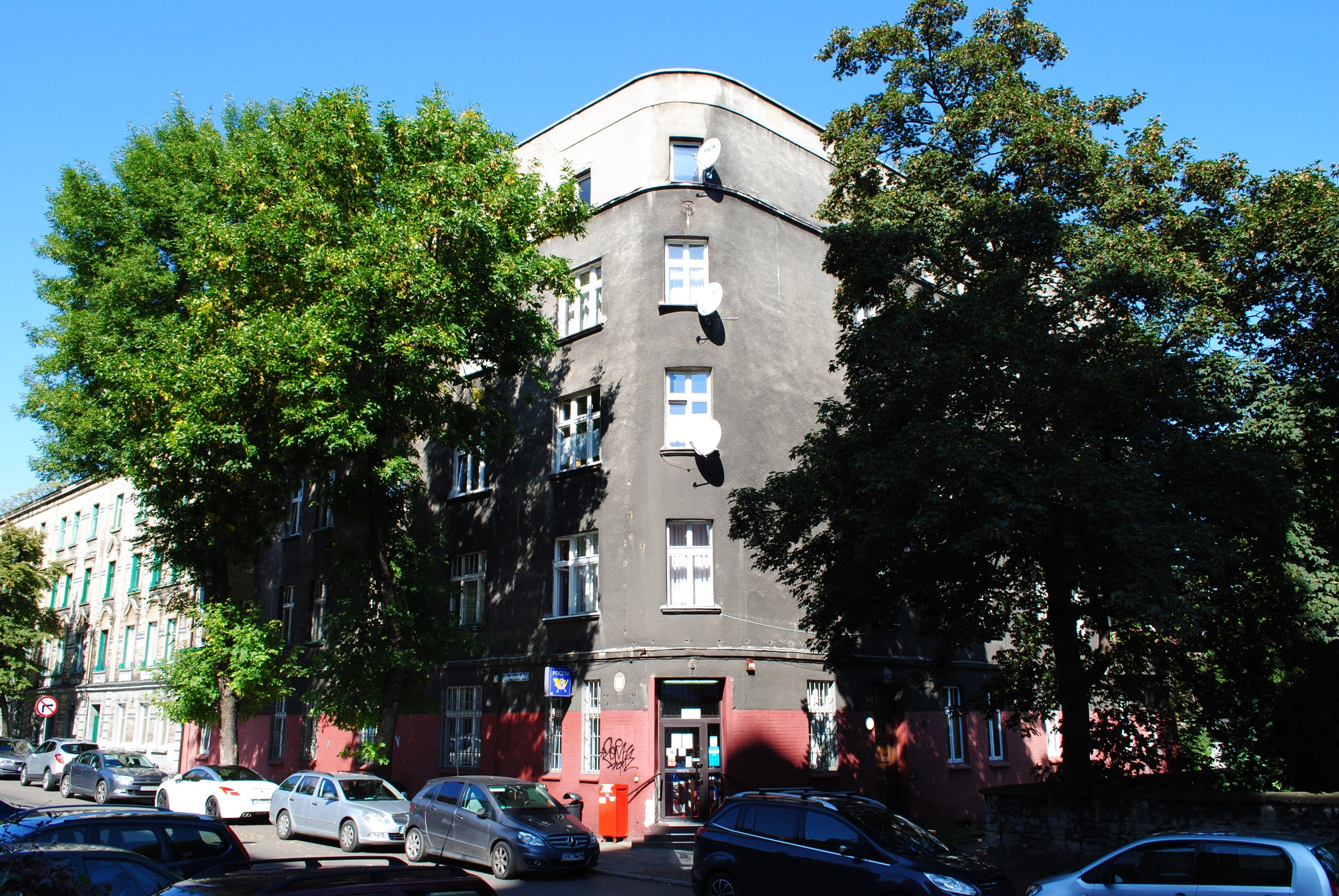
Zabytkowy budynek poczty przy al. Niepodległości 5

Przy alei Niepodległości 4 znajduje się zabytkowy kościół parafialny pod wezwaniem świętego Antoniego z Padwy, wpisany do rejestru zabytków 30 grudnia 1994 (nr rej.: A/1558/94). Kościół został wzniesiony w 1912 w stylu neobarokowym z elementami modernizmu według projektu Fischera; posiada trójnawową konstrukcję o bazylikowym charakterze. Od 6 maja 1921 w budynku probostwa rezydował m.in. Wojciech Korfanty (podczas powstań śląskich w dniach 7−9 maja prowadził tu rokowania w sprawie rozejmu ze stroną niemiecką, które nie doszły do skutku).
Ulica do 1920 nosiła nazwę Tiele-Winckler-Strasse, w latach 1920–1922 Kirschstrasse. W latach 1922–1928 funkcjonowała jako plac Tadeusza Kościuszki, a następnie do 1939 jako Aleje Niepodległości. W latach 1939–1945 nosiła nazwę Horst-Wessel-Strasse, a w 1945 przywrócono przedwojenną nazwę, zamieniając słowo aleje na aleja.
W kościele św. Antoniego znajdują się następujące tablice pamiątkowe:
- tablica upamiętniająca obywateli Dąbrówki Małej, poległych w czasie I wojny światowej oraz w czasie walk o niepodległość Polski; jest to lista nazwisk poległych;
- tablica upamiętniająca księdza Wawrzyńca Puchera, w latach 1912−1924 proboszcza parafii;
- tablica upamiętniająca księdza Stefana Kwiecińskiego, w latach 1962−1975 proboszcza parafii;
- tablica upamiętniająca księdza kan. doktora Maksymiliana Wojtasa, w latach 1931−1962 proboszcza parafii;
- tablica upamiętniająca księdza kan. doktora Maksymiliana Wojtasa, w latach 1931−1962 proboszcza parafii; tablica została ufundowana przez parafian; odsłonięto ją w rocznicę zgonu księdza.

Przy alei znajdują się następujące historyczne budynki:
- dom w ogrodzie (al. Niepodległości 1), wzniesiony na początku XX wieku w stylu historyzmu ceglanego;
- dawny budynek stacji kolejowej Dąbrówka Mała (al. Niepodległości 2)[8], pochodzący z lat dziewięćdziesiątych XIX wieku, posiada cechy stylu historyzmu;
- narożna kamienica mieszkalna z końca XIX wieku (ul. Stacyjna 7, róg z al. Niepodległości); trzypiętrowa, posiada cechy stylu historyzmu;
- kamienica mieszkalna (al. Niepodległości 3); trzypiętrowa, siedmioosiowa; wzniesiona pod koniec XIX wieku w stylu historyzmu;
- budynek plebanii kościoła św. Antoniego (al. Niepodległości 4), wzniesiony w 1912 w stylu neobarokowym;
- narożna kamienica mieszkalna (al. Niepodległości 5), wybudowana w latach trzydziestych XX wieku w stylu funkcjonalistycznym; czteropiętrowa, obecnie siedziba Urzędu Pocztowego Katowice 15.

Od 2003 w budynku starego dworca kolejowego swoją siedzibę posiada Teatr Gry i Ludzie (al. Niepodległości 2). Swoją działalność w tym miejscu rozpoczął od premiery "Miłości Fedry" Sary Kane z cyklu "Nowa Dramaturgia". Od początku swego istnienia teatr realizował spektakle plenerowe, prezentując je w całym kraju. Kolejną premierą były "Niezidentyfikowane szczątki ludzkie i prawdziwa natura miłości" według Brada Frasera w reżyserii Roberta Talarczyka w czerwcu 2004.

## Zobacz też

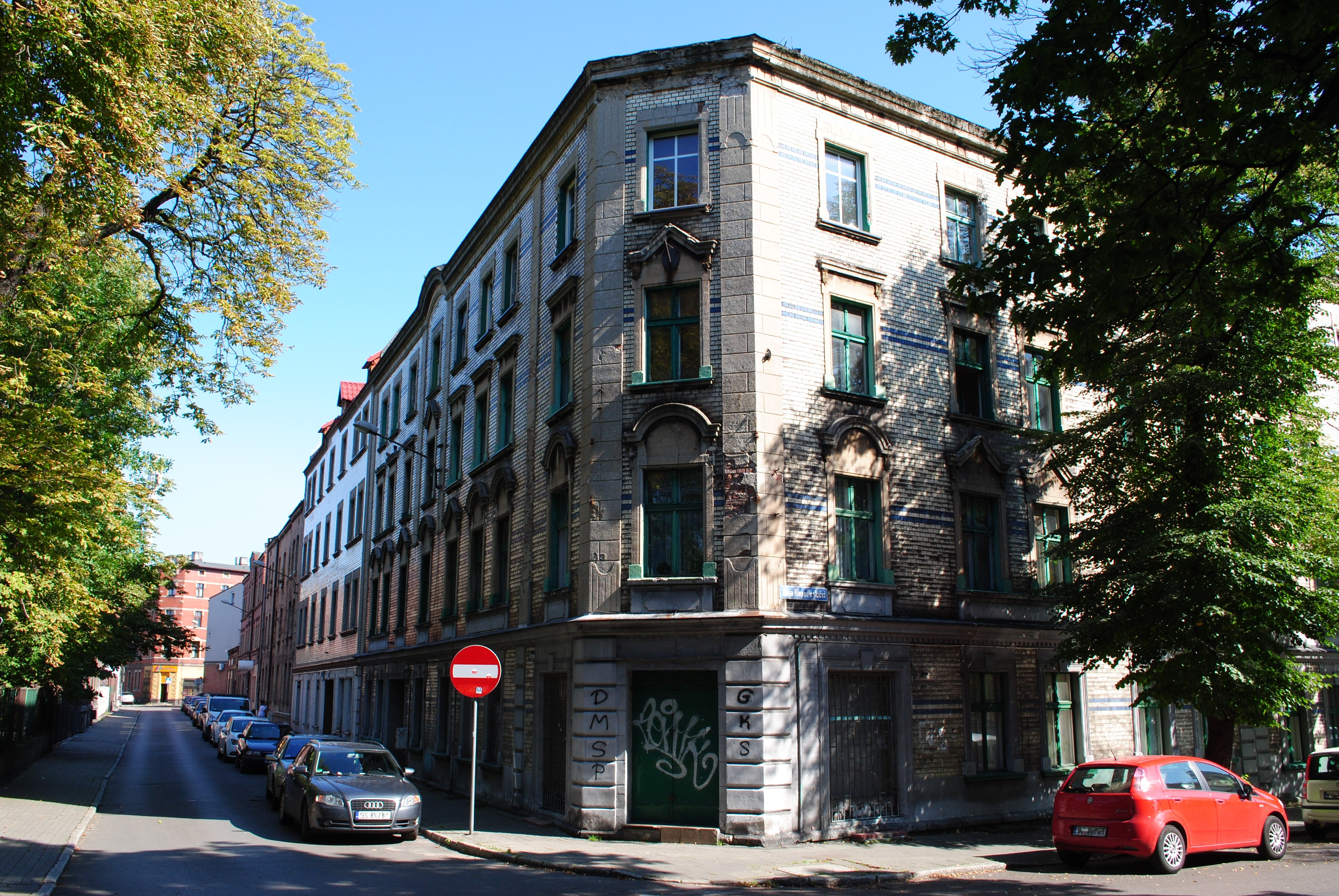
Kamienice na rogu ul. Stacyjnej i al. Niepodległości